# Envelope (modulação)
Envelope ou envoltória é a variação de uma das características de uma onda ao longo do tempo, como a amplitude (intensidade) . As envoltórias podem ocorrer em qualquer fenômeno ondulatório, mas seu estudo é mais útil em referência a ondas sonoras, ondas de rádio ou fenômenos elétricos.

## Envelope sonoro
Em  acústica, os envelopes designam a variação de intensidade de um som ou nota produzida por um instrumento musical. Este tipo de envelope tem papel decisivo na percepção do timbre de instrumento que produziu o som. Um violão e um trompete, por exemplo, têm variações de intensidade ao longo do tempo muito distintas entre si. Comumente este tipo de envoltória sonora é chamado de envelope ADSR. 

## Envoltória de modulação
Para realizar a transmissão de informações, sinais sonoros ou imagens por rádio ou televisão, é necessário realizar algum tipo de modulação em ondas eletromagnéticas. Há vários tipos de modulação possíveis, mas entre os tipos de modulação analógica mais utilizados estão as modulações em amplitude (AM) ou em freqüência (FM). Em ambos os casos uma onda de alta freqüência (vários kHz ou MHz) é utilizada como onda portadora do sinal. Em AM - Amplitude Modulada, para que a informação seja transmitida, uma onda de freqüência mais baixa, correspondente ao som ou à codificação da imagem a ser transmitida, deve ser usada para fazer variar a amplitude da onda portadora. Este processo é chamado de modulação. 
A onda utilizada para realizar a modulação do sinal é a onda modulante e o resultado da modulação é uma onda de freqüência igual à da portadora, em que a amplitude varia ao longo do tempo, com a mesma freqüência e forma de onda que a onda modulante. É a essa variação que chamamos envoltória. No receptor de rádio ou TV, a envoltória é separada da portadora através da demodulação do sinal. Isso reconstitui as informações originais, permitindo que o som seja ouvido e a imagem seja formada na tela.